# Оукфорд (Илиноис)
Оукфорд (енгл. Oakford) град је у америчкој савезној држави Илиноис.

## Демографија
По попису из 2010. године број становника је 286, што је 23 (-7,4%) становника мање него 2000. године.
| Група             | 2000.       | 2010.       |
| Белци             | 304 (98,4%) | 285 (99,7%) |
| Афроамериканци    | 1 (0,3%)    | 1 (0,3%)    |
| Азијати           | 1 (0,3%)    | 0 (0,0%)    |
| Хиспаноамериканци | 0 (0,0%)    | 0 (0,0%)    |
| Укупно            | 309         | 286         |